# Милуд
Милуд (на английски: Millwood) е град в окръг Споукан, щата Вашингтон, САЩ. Милуд е с население от 1649 жители (2000) и обща площ от 1,9 km². Намира се на 601 m надморска височина. ЗИП кодът му е 99212, а телефонният му код е 509.